# أبو طويلة (شمال سيناء)
قرية أبو طويلة هي إحدى القرى التابعة لمركز الشيخ زويد في محافظة شمال سيناء في جمهورية مصر العربية، تقع شرق مدينة الشيخ زويد.